# Dasysyrphus bilineatus
Dasysyrphus bilineatus är en tvåvingeart som först beskrevs av Matsumura 1917.  Dasysyrphus bilineatus ingår i släktet skogsblomflugor, och familjen blomflugor. Inga underarter finns listade i Catalogue of Life.